# NGC 6722
NGC 6722 ist eine Spiralgalaxie vom Hubble-Typ Sb im Sternbild Pfau am Südsternhimmel. Sie ist schätzungsweise 202 Millionen Lichtjahre von der Milchstraße entfernt.
Das Objekt wurde am 8. Juni 1834 von John Herschel entdeckt.